# Réseau Haqqani
Pour les articles homonymes, voir Haqqani.
Le réseau Haqqani est un groupe armé islamiste faisant partie des talibans. Il était dirigé par Djalâlouddine Haqqani, avec l'aide de son fils Seraj Haqqani. Il est l'un des principaux groupes contribuant à la guérilla dans le cadre de la guerre d'Afghanistan. Le groupe est soutenu dans les années 1980 par les États-Unis et le Pakistan. 
Ses militants, estimés entre 4 000 et 15 000 combattants armés, opèrent en Afghanistan contre les forces internationales et les autorités afghanes. Le 7 septembre 2012, les États-Unis listent le réseau Haqqani parmi les organisations considérées comme terroristes,,. Bien qu'indépendant, le groupe est allié aux talibans et au mollah Omar dans le but de renverser le pouvoir en place à Kaboul. Le groupe est aussi présent dans les régions tribales du Pakistan, et surtout au Waziristan du Nord, dont le réseau se sert comme d'une base arrière pour mener ses actions en Afghanistan.

## Rôle dans la guerre d'Afghanistan

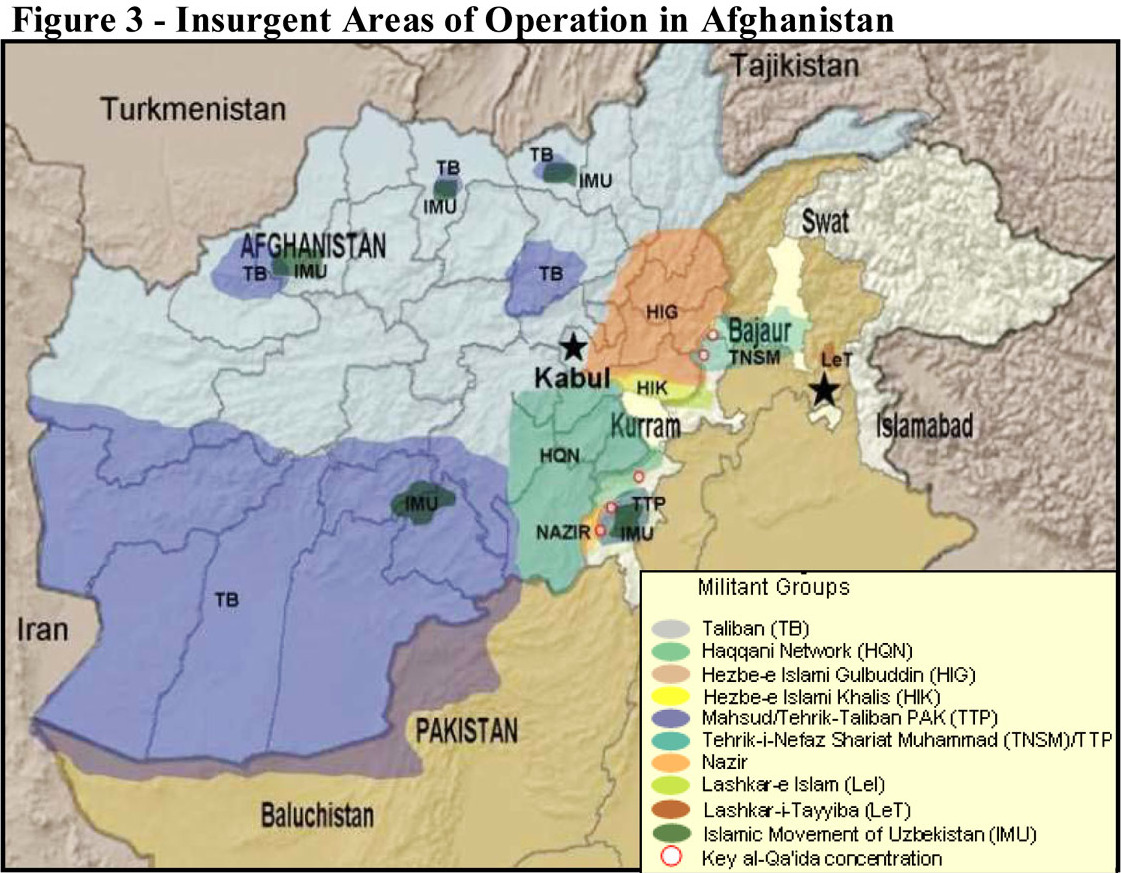
Carte des groupes actifs en Afghanistan et à la frontière pakistanaise, en 2010.

Le réseau est un contributeur majeur de la guérilla en Afghanistan. Selon l'armée américaine, il serait même le groupe le plus actif[réf. nécessaire]. Le groupe commence ses activités dans les années 1970, puis reçoit le soutien des États-Unis et de la CIA dans les années 1980. Il est alors l'un des groupes les plus favorisés par la CIA en Afghanistan. 
Bien que menant ses actions sur le sol afghan, le réseau serait surtout basé au Pakistan, dans la région tribale du Waziristan du Nord (frontalière avec l'Afghanistan).
Le groupe se livre à des viols et meurtres sur ses otages.
En septembre 2018, les talibans afghans annoncent la mort de l'ex-chef du réseau Haqqani, Djalâlouddine Haqqani. Selon les experts, le réseau est depuis dirigé par son fils, Seraj Haqqani.

## Relations supposées avec le Pakistan et l'Arabie saoudite
En septembre 2011, le chef d'état-major des armées des États-Unis Michael Mullen déclare que « le réseau Haqqani était l'arme de l'Inter-Services Intelligence », un « véritable bras armé » du renseignement pakistanais, et accuse le renseignement militaire d'avoir soutenu les Haqqani lors de l'attaque de l'ambassade des États-Unis et des quartiers généraux de l'OTAN à Kaboul le 13 septembre 2011. 
Le porte-parole de l'armée pakistanaise, le général Athar Abbas, a reconnu pour la première fois que l'ISI était bien en contact avec les Haqqani, mais uniquement dans ses capacités de service de renseignement, s'est-il défendu tandis que les autorités pakistanaises se refusent à attaquer ce réseau.
En 2018, les États-Unis annoncent leur intention d'annuler 300 millions de dollars d’assistance sécuritaire au Pakistan, exaspérés, selon le journal Le Monde, par son soutien supposé à des groupes extrémistes.
Le mouvement continue de bénéficier de rapports avec l'Arabie saoudite, tant en termes financiers qu'idéologiques, développés depuis les années 1980.